# Dorota Żołądź-Strzelczyk
Dorota Żołądź-Strzelczyk (ur. 1955) – polska historyk wychowania, profesor nauk humanistycznych, nauczyciel akademicki Uniwersytetu im. Adama Mickiewicza w Poznaniu, specjalności naukowe: epoka staropolska, historia wychowania XVI–XVIII w.

## Życiorys
Jest absolwentką historii i archeologii Uniwersytetu im. Adama Mickiewicza w Poznaniu. W 1996 na podstawie dorobku naukowego oraz pracy pt. „Peregrinatio academica”. Studia młodzieży polskiej z Korony i Litwy na akademiach i uniwersytetach niemieckich w XVI i pierwszej połowie XVII wieku uzyskała na Wydziale Studiów Edukacyjnych Uniwersytetu im. Adama Mickiewicza stopień doktora habilitowanego nauk humanistycznych w dyscyplinie pedagogika w specjalności historia oświaty i szkolnictwa. W 2003 prezydent RP nadał jej tytuł profesora nauk humanistycznych.
Profesor Uniwersytetu im. Adama Mickiewicza w Poznaniu w Wydziale Studiów Edukacyjnych w Zakładzie Historii Kultury i Edukacji (dawniej Zakład Historii Wychowania), którego jest kierowniczką od 2021. Była wykładowczynią Uniwersytetu Medycznego im. Karola Marcinkowskiego w Poznaniu na Wydziale Nauk o Zdrowiu w Katedrze Nauk o Zdrowiu oraz Wyższej Szkoły Humanistycznej w Lesznie na Wydziale Nauk Społecznych. W latach 2002-2008 pełniła funkcję Prodziekana Wydziału Studiów Edukacyjnych. 
Zainteresowania naukowe: dzieje wychowania epoki staropolskiej, dzieje dzieciństwa, opieki nad dzieckiem, kobieta w dawnej Polsce, dzieje szkolnictwa wielkopolskiego epoki staropolskiej, podróże edukacyjne XVI-XVII wieku, staropolskie instrukcje wychowawcze, dzieje zabaw i zabawek dziecięcych, polskie lalki celuloidowe.
Kierowała kilkoma grantami KBN, NCN, NPRH. Stypendystka DAAD, Historische Kommission zu Berlin, Fundacji Lanckorońskich, staże naukowe – Kilonia, Lüneburg, Bamberg, Norymberga. Prowadziła kwerendy naukowe w archiwach, bibliotekach i muzeach polskich i zagranicznych (Litwa, Ukraina, Niemcy, Austria, Czechy).

## Publikacje
Autorka 250 tekstów, w tym książek:
1. Ideały edukacyjne doby staropolskiej. Stanowe modele i potrzeby edukacyjne XVI i XVII wieku, Warszawa-Poznań, PWN 1990.
2. Peregrinatio academica. Studia młodzieży polskiej z Korony i Litwy na akademiach i uniwersytetach niemieckich w XVI i 1 poł. XVII wieku, Poznań 1996, Wyd. UAM.
3. Dziecko w dawnej Polsce, Poznań, Wydawnictwo Poznańskie 2002, wyd. II Poznań 2006
4. Szkoły  w Wielkopolsce – od średniowiecznych początków do reform Komisji Edukacji Narodowej, Poznań 2010
5. „Pod każdym względem szlachetne ci daję wychowanie”. Studia z dziejów wychowania szlachty w epoce staropolskiej, Wrocław 2017
6. „O przedsięwzięciu peregrynacyjej” – edukacyjne wojaże szlachty z Rzeczypospolitej w świetle instrukcji podróżnych, Wilanów 2020 oraz współautorskich m.in.
7. Komisja Edukacji Narodowej 1773-1794. Szkoły w Wydziale Wielkopolskim, Warszawa 2018 (współautorstwo M. Nowicki, K. Ratajczak, J. Gulczyńska)
8. Dzieje zabawek dziecięcych na ziemiach polskich do początku XX wieku (współautorstwo I. Gomułka, M. Nawrot-Borowska, K. Kabacińska-Łuczak), Wrocław 2016
9. Codzienność dziecięca opisana słowem i obrazem. Życie dziecka na ziemiach polskich od XVI do XVIII wieku (współautorstwo K. Kabacińska-Łuczak), Warszawa 2011
10. Polska lalka celuloidowa (współautorstwo A. Sztylko), Wrocław 2022.
11. Pustelnik z Pałacu Ordynackiego – dole i niedole Marcina Nikuty, Wrocław 2022